# Museo George C. Page
El Museo George C. Page es parte del Museo de Historia Natural de Los Ángeles, fue construido junto a un famoso conjunto de pozos de brea denominados: Rancho La Brea dentro del parque Hancock sobre el bulevar Whilshire. La construcción de su edificio se inició en 1975 y abrió sus puertas en el año de 1977. El museo presenta la historia de los pozos de brea y de los especímenes salidos de estos. En los alrededores del museo, dentro del parque, pueden apreciarse los pozos de brea y en sus inmediaciones, modelos de tamaño natural de animales prehistóricos. De poco más de 100 pozos, solo el pozo número 91, sigue siendo excavado por investigadores, cuyo trabajo puede ser visto en la estación de observación de ese pozo. Los paleontólogos supervisan y dirigen el trabajo de voluntarios.

## Excavación y descubrimiento en nuevos pozos
El 18 de febrero de 2009, el museo George C. Page anunció formalmente los descubrimientos efectuados desde el 2006 relativos a 16 depósitos fósiles, que fueron recuperados de las excavaciones de la construcción de un estacionamiento subterráneo para el museo de arte del condado de Los Ángeles que se encuentra a un lado de los pozos Entre los descubrimientos se encuentran los restos de un tigre dientes de sable, de seis lobos gigantes, un bisonte, caballos, un perezoso gigante, tortugas, caracoles, almejas, milpiés, peces, tuzas, y un león americano de las cavernas. También fue descubierto el esqueleto casi intacto de un mamut, apodado "Zed"; las únicas piezas faltantes fueron una de las patas traseras, una vértebra, y la parte superior del cráneo que fue destruido por el equipo de construcción que iniciaba los preparativos para la construcción del estacionamiento antes citado. Estos fósiles fueron trasladados a un recinto detrás del pozo 91, dentro de los terrenos del museo Page, de modo que la construcción pudiese continuar. Veintitrés grandes cúmulos de asfalto y especímenes fueron llevados al museo Page, mismos que han sido examinados bajo el nombre de: “proyecto 23”. Los investigadores saben que mientras los trabajos de excavación de las líneas del metro adyacentes continúen, más pozos de brea serán descubiertos, como por ejemplo, los descubiertos en la intersección del bulevar Wilshire y la calle Curson.  En una excavación exploratoria del metro de Los Ángeles en Miracle Mile, algunos objetos prehistóricos fueron desenterrados, los cuales incluyen conchas de almejas rey, dólares de arena, y una rama de pino de aproximadamente tres metros de longitud, de una especie que en la actualidad se encuentra en los bosques de la parte central de California.